# Wołowa (Kropiwiszcze)
Wołowa (ukr. Волово) – dawna wieś, obecnie w granicach wsi Kropiwiszcze na Ukrainie w rejonie kołomyjskim obwodu iwanofrankiwskiego. Leży na północny wschód od centrum wsi.

## Historia
Wołowa to dawniej samodzielna wieś, która w połowie XIX w. stanowiła odrębną w gminę jednostkową w Bezirk Kołomea Królestwa Galicji i Lodomerii (32 mieszkańców w 1854 roku). Od 1867 w powiecie kołomyjskim. Następnie gminę Wołowa zniesiono i włączono do gminy Pererów jako przysiółek.
W międzywojniu w II RP (vide gmina Matyjowce). Po II wojnie światowej włączona w struktury ZSRR, gdzie została włączona do wsi Kropiwiszcze.